# آرنه هيرتز
آرنه هيرتز (بالسويدية: Arne Hertz)‏ هو مساعد سائق ‏ سويدي، ولد في 6 يونيو 1939.

## روابط خارجية
- آرنه هيرتز على موقع Rallye-info.com (الإنجليزية)